# Черимойя
Черимойя, или Аннона Черимола (лат. Annona cherimola) — плодовое дерево, вид рода Аннона (Annona) семейства Анноновые (Annonaceae).

## Описание
Черимойя — дерево высотой 5—9 м с двурядными листьями до 7—15 см длиной и 4—9 шириной. Цветки расположены вдоль ветвей на коротких цветоножках и состоят из трёх мясистых внешних лепестков и трёх намного меньших по размеру внутренних. Сложный сегментированный плод имеет сердцевидную или коническую форму, 10—20 см длиной и до 10 см шириной и содержит внутри ароматную белую волокнисто-кремовую мякоть и около двадцати чёрных блестящих семян. Масса плода варьируется от 0,5 до 3 килограммов.

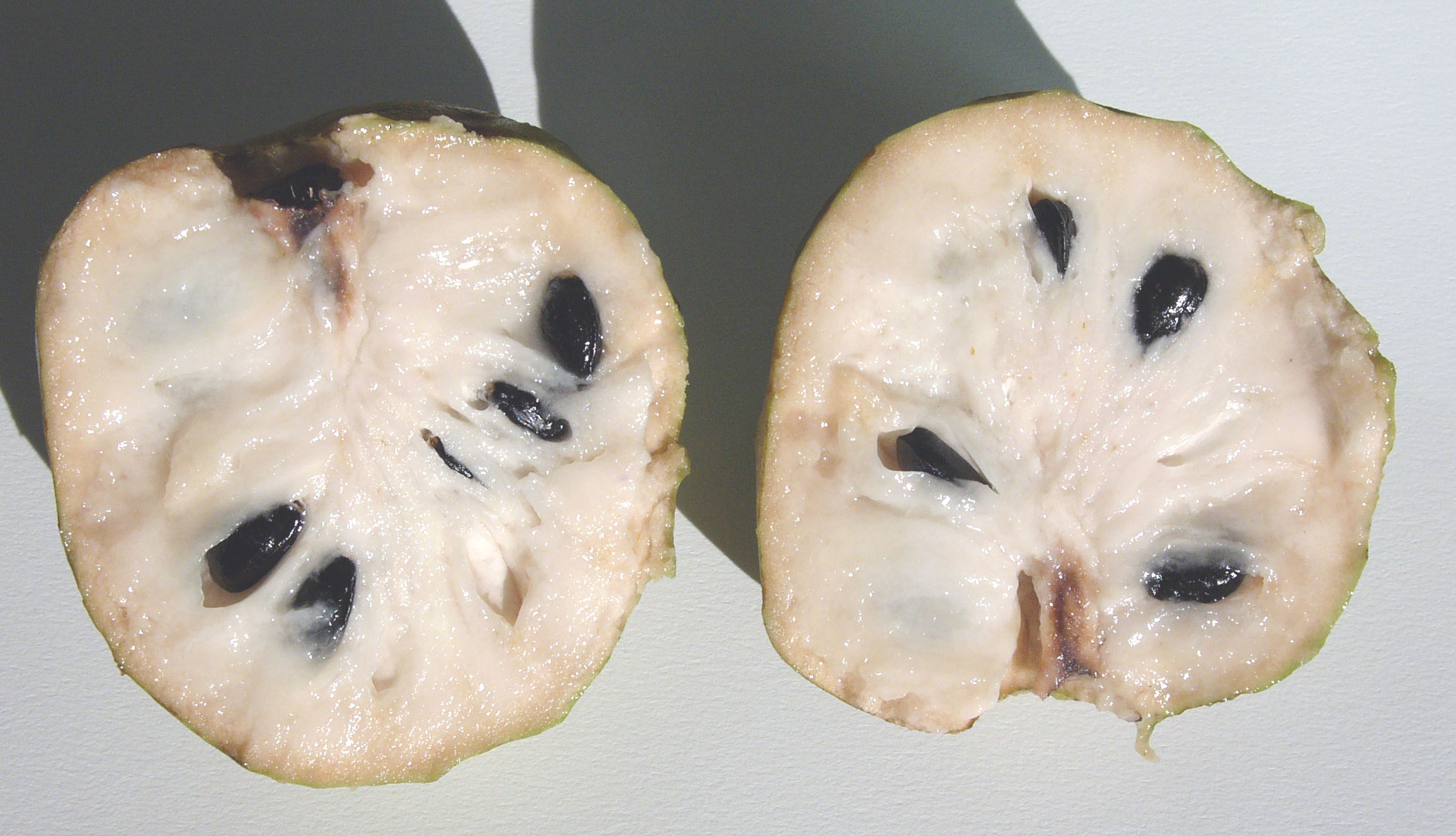
Плод в разрезе, видны семена

## Распространение
Родина черимойи — предгорья Анд Колумбии, Эквадора, Перу, Боливии. В Перу известна со времён инков, на языке кечуа chirimuya — «холодные семена» (черимойя — самое выносливое из выращиваемых анноновых):139. Выращивается также в Бразилии, Аргентине, Чили, Мексике, Венесуэле, на юге штата Флорида, в Калифорнии, на Антильских островах и в наиболее прохладных районах Центральной Америки. За пределами Нового Света культивируется в Австралии, Индии, Южной Африке, Сомали, Эритрее, Средиземноморье (Испания, Израиль, Португалия, Италия, Египет, Ливия и Алжир), на Филиппинах, на Гавайских островах и на Шри-Ланке. Повсевместно выращивают в Юго-Восточной Азии, особенно во Вьетнаме и Камбодже, где из черимойи популярны молочные коктейли. Однако её урожай значителен только в Испании и Португалии.

## Использование
Спелые плоды черимойи съедобны в свежем виде. При употреблении они разрезаются и мякоть съедается при помощи ложки.
Вкус варьируется и зависит от местности и самого дерева. Вкус дикой черимойи отличается от вкуса культурной черимойи, но в целом их можно охарактеризовать как смесь банана, папайи, персика и ананаса.
Черимойю называют фруктом мороженого из-за её тающей, сочной и мягкой структуры. Поэтому черимойя используется при изготовлении мороженого, шербетов, прохладительных напитков, добавляется как компонент во фруктовые салаты. Сок её плодов также сбраживается в алкогольный напиток.
Семена могут быть ядовиты, так как содержат нейротоксины. В ряде стран исследования выявили корреляцию между потреблением семян в некоторой форме и болезнью Паркинсона или параличом.